# Thierry Vincent
Thierry Vincent er en fransk håndboldtræner, Han er træner for Elfenbenskystens kvindehåndboldlandshold og Toulon Saint-Cyr Var Handball i Frankrig. Han deltog under VM i håndbold 2011 i Brasilien.